# Лам, Томас
Томас Антон Рудольф Лам (фин. Thomas Anton Rudolph Lam; род. 18 декабря 1993, Амстердам) — финский футболист, защитник кипрского клуба «Аполлон». Выступал за сборную Финляндии.

## Клубная карьера

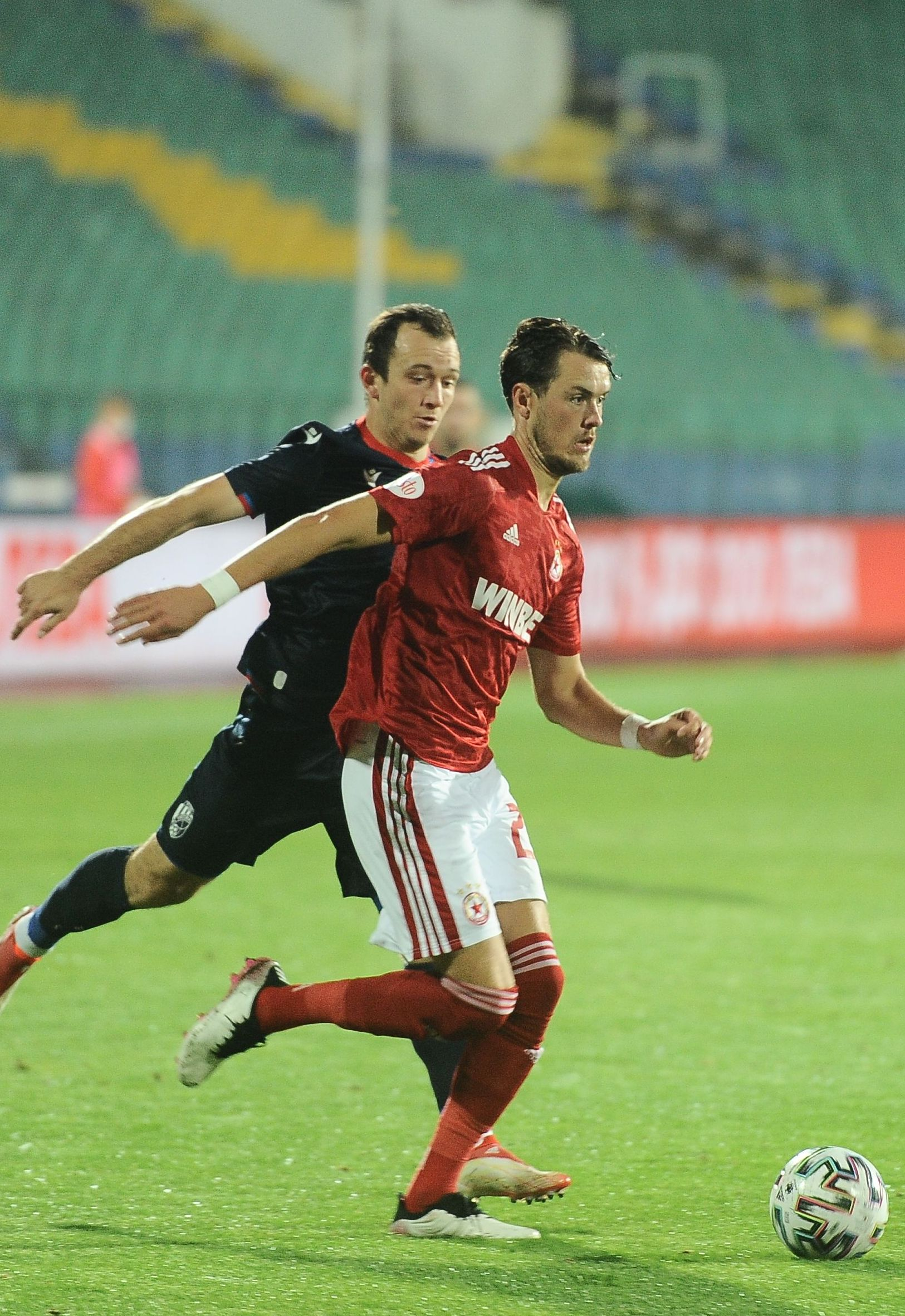
Лам (справа) в составе ЦСКА (София).

Лам — воспитанник клуба АЗ. 16 сентября 2012 года в матче против «Роды» он дебютировал в Эредивизи, заменив во втором тайме Джилиано Вейналдума. В этом же сезоне Лам помог команде завоевать Кубок Нидерландов. 12 декабря 2013 года в поединке Лиги Европы против греческого ПАОКа Томас забил свой первый гол за АЗ. Летом 2014 года Лам перешёл в ПЕК Зволле. 16 августа в матче против «Дордрехта» он дебютировал за новую команду. 20 декабря в поединке против «Камбюра» Томас забил свой первый гол за «Зволле».
Летом 2016 года Лам перешёл в английский «Ноттингем Форест». 6 августа в матче против «Бертон Альбион» он дебютировал в Чемпионшипе. В этом же поединке Томас забил свой первый гол за «Ноттингем Форест». 20 августа он получил травму, которая оставила его вне игры на месяц.
Летом 2017 года для получения игровой практики Лам на правах аренды перешёл в «Твенте». 10 сентября в матче против «Спарты» он дебютировал за новую команду. 17 сентября в поединке против «Утрехта» Томас забил свой первый гол за «Твенте». Летом 2018 года он вернулся в ПЕК Зволле.
Летом 2021 года свободным агентом перешел в болгарский клуб ЦСКА из Софии.
15 августа 2024 года перешёл в кипрский «Аполлон», подписав двухлетний контракт до середины 2026 года.

## Международная карьера
9 июня 2015 года в товарищеском матче против сборной Эстонии Лам дебютировал за сборную Финляндии.

## Достижения
«АЗ»
- Обладатель Кубка Нидерландов — 2013/14

«ПЕК Зволле»
- Обладатель Суперкубка Нидерландов — 2014

## Личная жизнь
Томас родился в Нидерландах в семье нидерландца и финки.